# Langerwehe
Langerwehe là một đô thị ở huyện Düren trong bang Nordrhein-Westfalen, Đức. Đô thị này tọa lạc khoảng 10 km về phía tây của Düren.